# ZP Theart
Zachery Paul de Villiers Theart, (Clanwilliam, 22 de enero de 1975) es un músico sudafricano exvocalista de la banda I Am I y exvocalista de la banda británica de DragonForce. En enero de 2017 se anunció como el nuevo vocalista de Skid Row hasta que se comunicó su salida del grupo en marzo de 2022.

## Carrera
Theart se incorporó a DragonForce después de que sus compañeros Herman Li y Sam Totman viesen su anuncio en la revista Metal Hammer. Li dijo que "Es el único tipo con voz de castrati que puede cantar lo que dice que va a cantar". También toca la guitarra acústica.
De acuerdo con su perfil en la página web de DragonForce, sus ídolos e inspiraciones son Bon Jovi, Iron Maiden, Mötley Crüe,  Helloween, Judas Priest, Metallica, Megadeth, Skid Row, Tesla, el speed metal, el hard rock de los 80, el soft rock, el glam rock, etc. 
Participó en el proyecto alternativo de Sam Totman llamado Shadow Warriors. Antes de incorporarse a DragonForce, ZP estuvo en la banda Easy Voodoo, actualmente se tienen demos de dicha banda en YouTube. Theart grabó un demo a principios de 2001 con la banda de power metal Power Quest, pero esto fue sólo una posición temporal como su compromiso de ley con DragonForce.
Theart dejó el grupo DragonForce el año 2010, y fue reemplazado por Marc Hudson.
En 2011 ZP Theart creó su canal en YouTube y empezó a subir videos anunciando su nuevo proyecto, la banda I AM I.
En 2014 colabora en el CD Smite & Ignite del grupo Pentakill basado en el famoso videojuego en línea League of Legends en las canciones Last Whisper y Deathfire Grasp.
En 2017 se unió a la banda Skid Row, con la que llegó a grabar las voces de su álbum "The Gang's All Here", aunque finalmente abandonó la banda antes de la publicación del disco y sus voces fueron regrabadas por Erik Grönwall, que le sustituyó en Skid Row.